# Ghost of Mae Nak
Ghost of Mae Nak (tailandès นาค รักแท้/วิญญาณ/ความตาย) és una pel·lícula tailandesa de thriller de terror del 2005 sobre un fantasma protector dirigit i escrit pel director britànic Mark Duffield. La pel·lícula és protagonitzada per Pataratida Pacharawirapong, Siwat Chotchaicharin i Porntip Papanai com el fantasma.

## Argument
Ambientada a la moderna Bangkok, la vida del nuvi Tid Mak es veu alterada pels successius malsons amb una dona fantasma, Mae Nak, una antiga llegenda tailandesa. Coneix la seva estimada promesa Nak per adquirir un antic fermall i una antiga casa abandonada a Phra Khanong a través d'Angel, un agent immobiliari sense escrúpols, i decideixen comprar la propietat.
Després del seu casament, dos lladres joves entren a la casa i els roben els seus regals i altres objectes. Mak veu per casualitat els criminals als carrers de Bangkok venent els seus productes. Persegueix els lladres i aquests atropellen Mak, que cau en un coma profund. El fantasma Mae Nak protegeix la jove parella contra Angel i els lladres, però a canvi ella té l'ànima de Mak.
Nak troba les restes de Mae Nak en un antic cementiri, i amb uns monjos, exorcitzen Mae Nak de Mak utilitzant l'antic fermall i alliberen el seu esperit.

## Repartiment
- Pataratida Patcharawirapong com a Nak
- Siwat Chotchaicharin com a Mak
- Porntip Papanai com a Mae Nak
- Jaran Ngamdee com a Por Mak
- Meesak Nakarat com a Àngel

## Comentaris
La història de Mae Nak Phra Khanong és famosa i la preferida entre els tailandesos. Hi ha un santuari dedicat a ella a Wat Mahabut a Sukhumvit Soi 77 (On Nut) al Suan Luang de Bangkok (abans districte de Phra Khanong).
La història s'ha representat en pel·lícules nombroses vegades des de l'era del silenci, una de les més famoses va ser Mae Nak Pra Kanong el 1958. Una versió de 1999, Nang Nak, de Nonzee Nimibutr, va guanyar el reconeixement mundial com a part del moviment cinematogràfic "Thai New Wave". També hi ha una òpera, Mae Naak, del compositor tailandès Somtow Sucharitkul.